# Bateria Gretsch
A Gretsch Drums é uma divisão da fabricante americana de instrumentos musicais Gretsch. A empresa foi fundada no Brooklyn, Nova York, em 1883. Os kits de bateria Gretsch foram usados por muitos bateristas notáveis, incluindo Max Roach, Tony Williams, Art Blakey, Vinnie Colaiuta, Mark Guiliana, Phil Collins, Charlie Watts, Taylor Hawkins, Mitch Mitchell e Steve Ferrone.
Gretsch Drums fabrica e comercializa kits de bateria e hardware.

## História
A Gretsch foi fundada por Friedrich Gretsch, um imigrante alemão que abriu sua própria loja de instrumentos musicais na 128 Middleton Street, no Brooklyn, Nova York, em 1883. A operação mudou-se para South 4th Street em 1894. Após a morte repentina de Friedrich em 1895, seu filho empreendedor, Fred Gretsch Sr., assumiu o negócio quando adolescente. Ele expandiu o negócio, acrescentando o Gretsch Building #1 na 109 South 5th Street em 1903, o Gretsch Building #2 na 104–114 South 4th Street em 1910 e um novo Gretsch Building #4 de dez andares na 60 Broadway Street em 1916. A empresa possuía ou operava seis propriedades nas imediações, incluindo um armazém em Dunham Place. O Gretsch Building #4 pertenceu à família Gretsch até 1999, quando foi vendido e transformado em condomínios de luxo.
Fred Gretsch Sr. entregou os negócios da família a seu filho, Fred Gretsch Jr., após se aposentar em 1942. Logo após assumir, Fred Jr. partiu para servir na Segunda Guerra Mundial como comandante da Marinha, deixando o negócio nas mãos de seu irmão mais novo, William Walter "Bill" Gretsch. Bill Gretsch morreu em 1948 e a empresa foi novamente dirigida por Fred Jr.

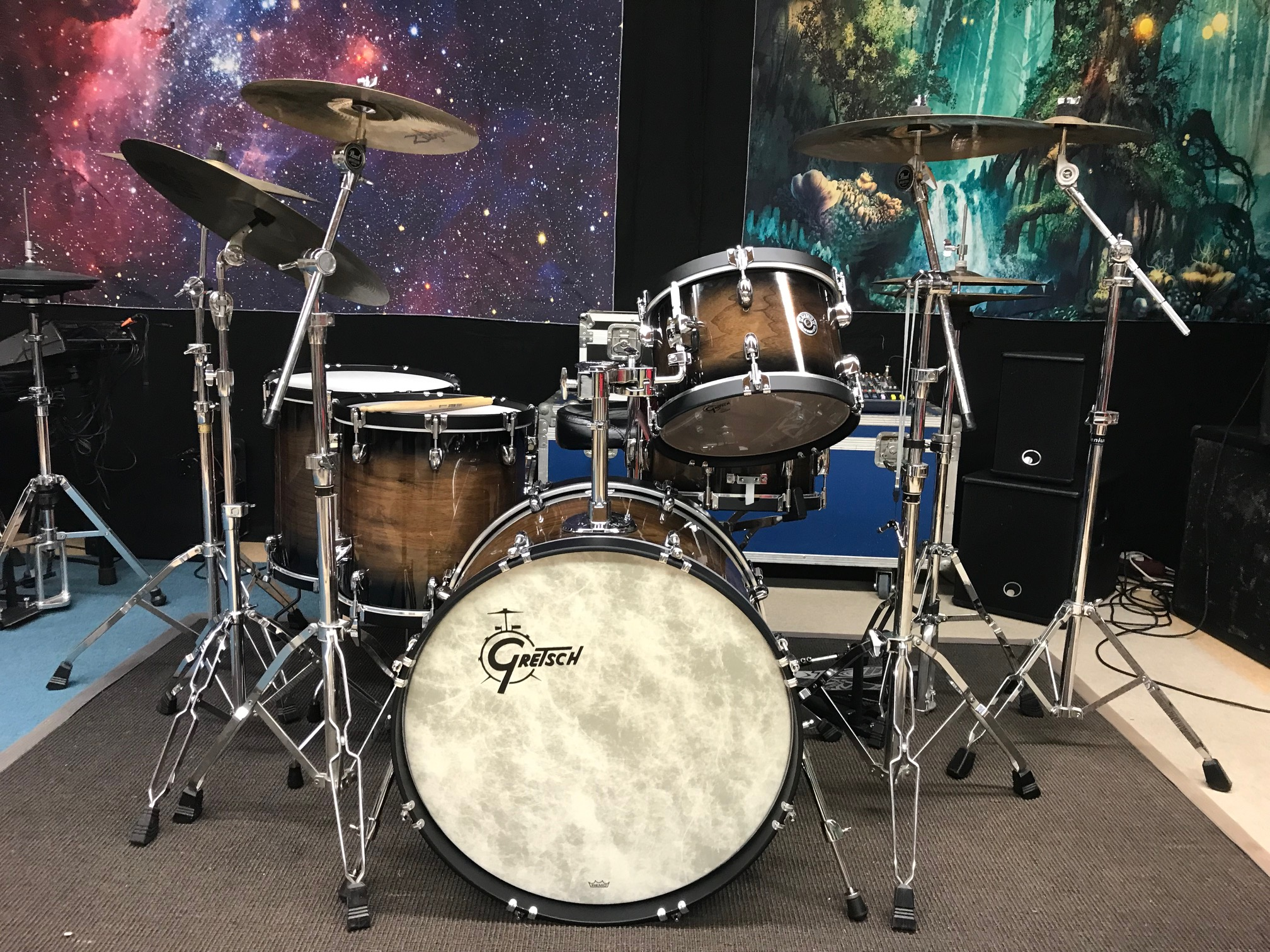
Gretsch Drumset - Catalina Special Edition 2020, híbrido Maple/Walnut com aros de madeira

Tanto as guitarras quanto as baterias foram fabricadas na 60 Broadway até meados da década de 1960, quando a produção de bateria foi consolidada na 109 South 5th Street para que a produção de guitarras pudesse ser expandida.
Fred Gretsch Jr. dirigiu a empresa até 1967, quando a Gretsch foi vendida para a Baldwin Piano Co. Em 1969, Baldwin transferiu as operações de fabricação de instrumentos da Gretsch do Brooklyn para uma fábrica em DeQueen, Arkansas.
Em 1985, Gretsch foi comprado de volta por um membro da família Gretsch, Fred W. Gretsch, filho do falecido William "Bill" Gretsch e bisneto do fundador original da empresa, Friedrich Gretsch. Naquela época, a produção de bateria foi transferida para Ridgeland, Carolina do Sul, onde permanece até hoje.
No final dos anos 1980, Gretsch comprou os remanescentes da Slingerland Drum Company, que mais tarde foi vendida para a Gibson, com Gretsch mantendo a marca Leedy que fazia parte da compra da Slingerland.
Em 2000, a Gretsch firmou um acordo com a Kaman Music que lhes concedeu direitos exclusivos para fabricar baterias Gretsch USA Custom e Signature. Eles também compraram a maior parte do equipamento usado para fazer tambores Gretsch.
Em janeiro de 2015, a Família Lombardi anunciou que a Drum Workshop havia se tornado o fabricante exclusivo e distribuidor mundial da Gretsch Drums. Lombardi enfatizou que a fábrica em Ridgeland permaneceria aberta e que a família Gretsch ainda era dona da empresa. E em 2017, Hal Leonard se juntou à Gretsch Drums Team como distribuidor exclusivo nos EUA das baterias das séries Renown, Catalina e Energy.
Os tambores Custom & Signature Series da Gretsch continuam a ser fabricados em Ridgeland, Carolina do Sul,  até hoje.

## Músicos
Alguns músicos notáveis que tocam/tocaram bateria Gretsch são: 
- Kees Konings
- Bill Bateman[7]
- Louis Bellson
- Mel Lewis
- Levon Helm
- DJ Fontana
- Jimmy Van Eaton
- Micky Dolenz
- Elvin Jones
- Shadow Wilson
- Chico Hamilton
- Sam Ulano
- Philly Joe Jones
- Will Calhoun
- Michael J Ilnicki
- Marino Colina
- Vinnie Colaiuta
- Matt Chamberlain
- Mark Guiliana
- Charlie Watts
- Max Roach
- Dannie Richmond
- Giampaolo Conchedda
- Ash Soan
- Tony Williams
- Phil Collins
- Stephanie Eulinberg
- Cindy Blackman
- Makoto Izumitani
- Daniel Davison
- Derek Kerswill
- Aaron Gillespie
- Zac Farro
- Tré Cool
- Ferit Odman
- Shawn Crahan
- Taylor Hawkins
- Chris Brien
- Hannah Ford Welton[8]
- Brad Wilk
- Matt Sorum
- Stanton Moore
- Rob Bourdon
- DeWayne Quirico
- Archibald Ligonnière
- Mike Johnston
- Caleb Crosby (Tyler Bryant & the Shakedown)
- Richard Danielson (Vintage Trouble)
- Steve Ferrone
- Michael Gallaher
- Mitch Mitchell
- Larry Bunker (jazz and studio legend)
- Keith Carlock
- Nicole Pinto of Girls In Synthesis
- Rob Steele (Trampolene)
- Christophe Calpini
- Kimberley Thompson
- Joe Hammer (Space)
- Scott Underwood
- Paris Jeffree (Years & Years)
- Gerry Morgan (James Bay)
- Mario Ruiz

## Histórico de Insígnias
- 1883 a 1971 - O design original da Gretsch Round Badge. Este foi o primeiro distintivo usado na bateria Gretsch desde 1883. O emblema era redondo com GRETSCH escrito na parte superior e BATERIARES DESDE 1883 na parte inferior. O Round Badge foi preso a caixas e bumbos usando um ilhó de latão padrão que também forneceu um orifício de ventilação para o tambor, mas foi preso a tom-toms usando uma tacha de estofamento de carpinteiro que, portanto, deixou esses tambores sem ventilação. A produção final da bateria Gretsch com o Round Badge foi em 1971.
- 1971 a 1979 - O próximo design de emblema para Gretsch foi um emblema em forma de octógono. Este emblema de latão tinha o logotipo GRETSCH escrito em tipo de bloco com uma letra "T" alongada no meio do nome Gretsch. No lado direito do ilhó de latão, a palavra TAMBOR aparece em letras maiúsculas. À esquerda, as iniciais USA aparecem em letras maiúsculas. A seção inferior do emblema diz "THAT GREAT GRETSCH SOUND". A produção final da Gretsch Drums com este distintivo foi em meados de 1979. Este é o único distintivo que carrega o famoso slogan "Great Gretsch Sound".
- 1979 a 1980 - A segunda versão do emblema do octógono entrou em produção no final de 1979. Este emblema é muito semelhante ao emblema anterior, mas o slogan na parte inferior foi alterado de volta para "FABRICANTES DE BATERIAS DESDE 1883" em letras maiúsculas.
- 1980 - Um breve vislumbre do emblema moderno da bateria. Em 1980, devido à popularidade das roupas com vários tons, o emblema foi alterado para um formato quadrado com os cantos cortados. Isso permitiria que o emblema tivesse a mesma aparência, independentemente da maneira como o tom foi montado. O emblema de latão tinha o logotipo GRETSCH em letras maiúsculas acima do ilhó. O logotipo GRETSCH abaixo do ilhó foi colocado de cabeça para baixo para permitir o posicionamento variado dos tons. Os EUA estavam no lado esquerdo e direito do ilhó com as letras esquerdas dos EUA de cabeça para baixo. Este emblema seria usado em 1980 e então arquivado por um breve período de tempo antes de ser trazido de volta à produção.
- Início de 1981 - Um breve retorno ao distintivo do octógono. Desta vez, o emblema de latão foi redesenhado com o logotipo GRETSCH na fonte "G" suspensa acima do ilhó. EUA apareceu à direita do ilhó e DRUM MAKERS SINCE 1883 estava na parte inferior deste emblema em letras maiúsculas.
- Final de 1981 a 2012 - De volta ao design do emblema quadrado. No final de 1981, o emblema quadrado de latão havia retornado e ainda hoje é usado na Gretsch Custom Drums.
- Distintivo do 100º Aniversário Este distintivo especial foi usado em 1983 em uma produção limitada de kits de grãos de madeira exótica com todas as ferragens douradas. Apenas 100 conjuntos nestes acabamentos especiais foram produzidos. O distintivo era um grande retângulo vertical com os cantos cortados. O logotipo Gretsch apresenta o estilo do logotipo "G" e o emblema diz "THE CENTENNIAL 1883–1983" na parte superior em letras maiúsculas.
- Distintivo da Rodada do 120º Aniversário
- Do início de 2013 ao Modern Day, Gretsch anunciou no final de 2012 que voltaria ao distintivo da rodada no início de 2013.